# Бренья-Баха
Бренья-Баха (ісп. Breña Baja) — муніципалітет в Іспанії, у складі автономної спільноти Канарські острови, у провінції Санта-Крус-де-Тенерифе, на острові Ла-Пальма. Населення — 5259 осіб (2010).
Муніципалітет розташований на відстані близько 1830 км на південний захід від Мадрида, 150 км на захід від Санта-Крус-де-Тенерифе.
На території муніципалітету розташовані такі населені пункти: (дані про населення за 2010 рік)
- Сан-Хосе: 1292 особи
- Лос-Канкахос: 608 осіб
- Ель-Фуерте: 268 осіб
- Лас-Ледас: 311 осіб
- Ла-Монтанья: 278 осіб
- Ла-Польвасера: 720 осіб
- Сан-Антоніо: 1453 особи
- Ель-Сокорро: 329 осіб

## Демографія
Динаміка населення (INE ):

## Галерея зображень

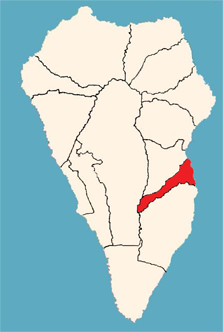
Розташування муніципалітету на острові Ла-Пальма